# Classique hivernale de la LNH 2024
Match précédent Match suivant
L'édition 2024 est la 15e édition de la Classique hivernale de la LNH, en anglais : 2024 NHL Winter Classic, une partie annuelle de hockey sur glace disputée à l’extérieur en Amérique du Nord. La partie a lieu le 1er janvier 2024 et oppose les Golden Knights de Vegas au Kraken de Seattle. L'évènement se déroule au T-Mobile Park, le domicile des Mariners de Seattle dans la MLB.

## Contexte
Le 3 janvier 2023, la LNH annonce l'organisation de la prochaine classique hivernale à Seattle. Il s'agit de la première participation pour le Kraken de Seattle à un match en extérieur, devenant la 29e équipe de la LNH à prendre part un match de ce type. Pour les Golden Knights de Vegas, il s'agit de leur seconde participation après le Lake Tahoe en 2021.

## Feuille de match
| 1er janvier 2024 | Golden Knights de Vegas | 0-3 (0-1, 0-1, 0-1) | Kraken de Seattle | T-Mobile Park 47 313 spectateurs |

| Feuille de match | Feuille de match | Feuille de match | Feuille de match                                                                | Feuille de match |
| ---------------- | ---------------- | ---------------- | ------------------------------------------------------------------------------- | ---------------- |
|                  |                  | 0-1              | Eeli Tolvanen — 4 min 50 s Will Borgen — 22 min 19 s Yanni Gourde — 42 min 10 s |                  |
| Joey Daccord     | Gardiens         | Logan Thompson   |                                                                                 |                  |
| 4 min            | Pénalités        | 2 min            |                                                                                 |                  |
| 35               | Tirs             | 27               |                                                                                 |                  |